# Hafenforum (Duisburg)

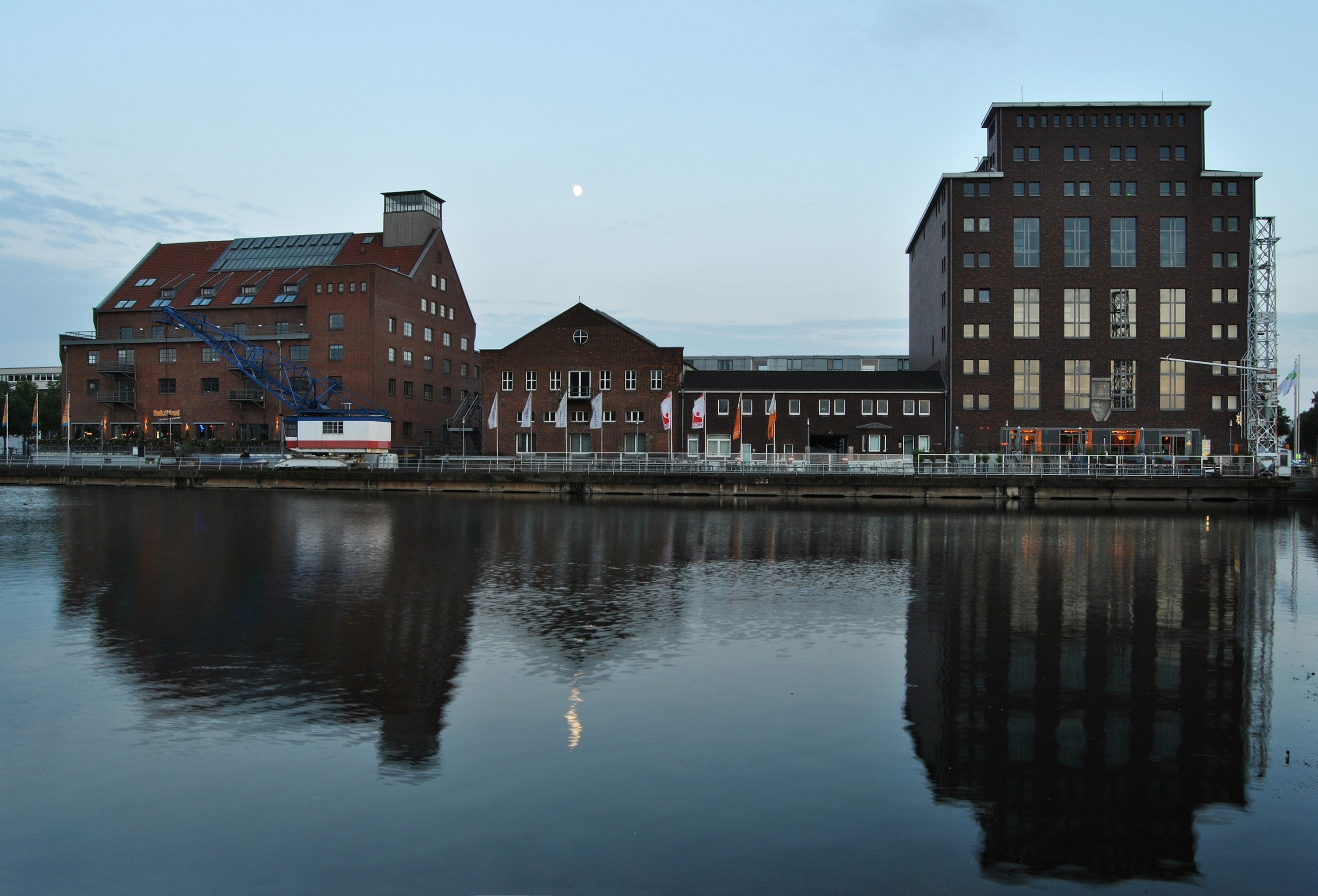
Links Faktorei 21, rechts Speicher Allgemeine, dazwischen das Hafenforum

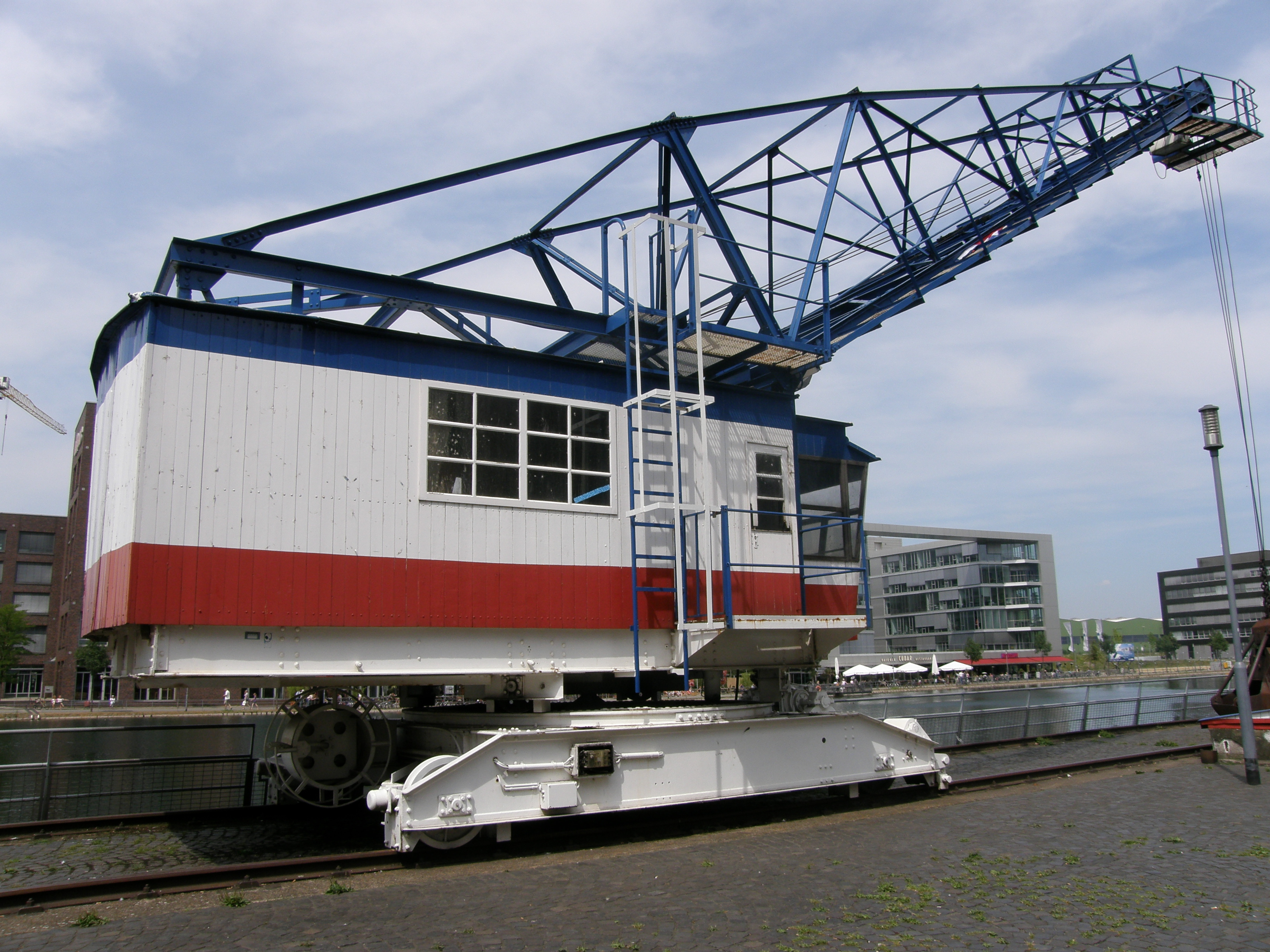
Kran vor dem Hafenforum

Das Hafenforum im Innenhafen von Duisburg ist ein ehemaliges Speichergebäude. Es wird heute als Bürogebäude, Gastronomiebetrieb, Informations- und Kommunikationszentrum genutzt.
Das Hafenforum war im Zweiten Weltkrieg durch Bombenangriffe erheblich beschädigt worden und musste – wie die benachbarte Faktorei 21 – in den 1950er Jahren neu aufgebaut werden. 1993 übernahm die Stadt Duisburg das Gebäude von der Spedition Roters und Buddenberg, um darin die Entwicklungsgesellschaft für den Innenhafen Duisburg (IDE) unterzubringen. 
Nachdem 1990 das Londoner Büro Foster + Partners mit dem Masterplan die Ausschreibung zum Innenhafen gewonnen hatte, war dies der erste und auch einer der kleinsten Bauaufträge an das Team. Die tragende Holzkonstruktion im Giebelbereich wurde erhalten und offengelegt, die darunter liegenden Büroräume mit Glas und Stahl strukturiert, der Schriftzug „Hafenforum“ zwischen der Fensterreihe des Obergeschosses und den Rundfenstern im Giebel angebracht. Der Umbau wurde 1996 fertiggestellt. Als Investor trat die TreuHandStelle, THS Essen auf. 
Im Informations- und Kommunikationszentrum der IDE sind sowohl Informationen über den Ankerpunkt der Route der Industriekultur erhältlich als auch die Modelle und Pläne des Masterplans ausgestellt. Von hier aus starten die Führungen durch das Hafengebiet. Außerdem finden in diesen Räumen vielfältige Ausstellungen und kulturelle Veranstaltungen statt.
Vor dem Hafenforum steht ein stillgelegter Hafenkran.